# 京都市立梅津北小学校
京都市立梅津北小学校（きょうとしりつ うめづきたしょうがっこう）は、京都府京都市右京区梅津開キ町にある公立小学校。

## 沿革
- 1973年（昭和48年） - 京都市立梅津小学校北分校設置
- 1974年（昭和49年） - 京都市立梅津小学校から独立

## 通学区域が隣接している学校
- 京都市立梅津小学校
- 京都市立葛野小学校
- 京都市立南太秦小学校
- 京都市立嵯峨野小学校
- 京都市立嵐山小学校
- 京都市立嵐山東小学校